# 岩瀬運河
岩瀬運河（いわせうんが）は、富山県富山市にある運河である。延長約1.5km（造成当初は2.506km）、水深2.0m、幅員60m。

## 概要
富岩運河が造成されて5年後の1940年（昭和15年）3月に造成された 運河で、貯木場としても利用され富山市北部の工業発展に貢献した。現在は運河沿いに遊歩道が整備され、富岩運河水上ラインの観光船が毎日運行している。

## 地理
上流では三菱レイヨン富山工場と富山競輪場の間を流れ、下流では岩瀬の街中を下っていき、富山港に合流して富山湾へ接続している。

## 歴史
岩瀬運河は1940年（昭和15年）に開削した運河である。この運河は工業地帯の更なる拡大の為に、南方2km先にある住友運河と接続する計画があったが実行はされなかった。
現在では沢山の漁船やレジャーボートが停泊する他、富岩運河水上ラインの乗降場があり始終点となっている。

## 流域の観光名所
- 富岩運河水上ライン - 富岩運河環水公園との間を毎日2往復程度運行されている観光船で、この路線の年あたり利用客は2万人を超える[2]。
- 岩瀬カナル会館 - 富岩運河水上ラインの乗車受付が出来る。レストランや売店、歴史資料館などがある。
- 富山競輪場
- 岩瀬の古い街並み - 北前船で栄えた港町で、廻船問屋の大店の建物などが残る。
- 岩瀬浜海水浴場 - ホタルイカの身投げが見られることで知られる。

## 橋梁
富山県道30号と富山ライトレール線の橋の他、下流に赤い歩道橋がある。

## 生態
アジなどがよく釣れる、隣接する神通川河口部とは違いアカエイは殆ど釣れない。